# ریل راه‌آهن

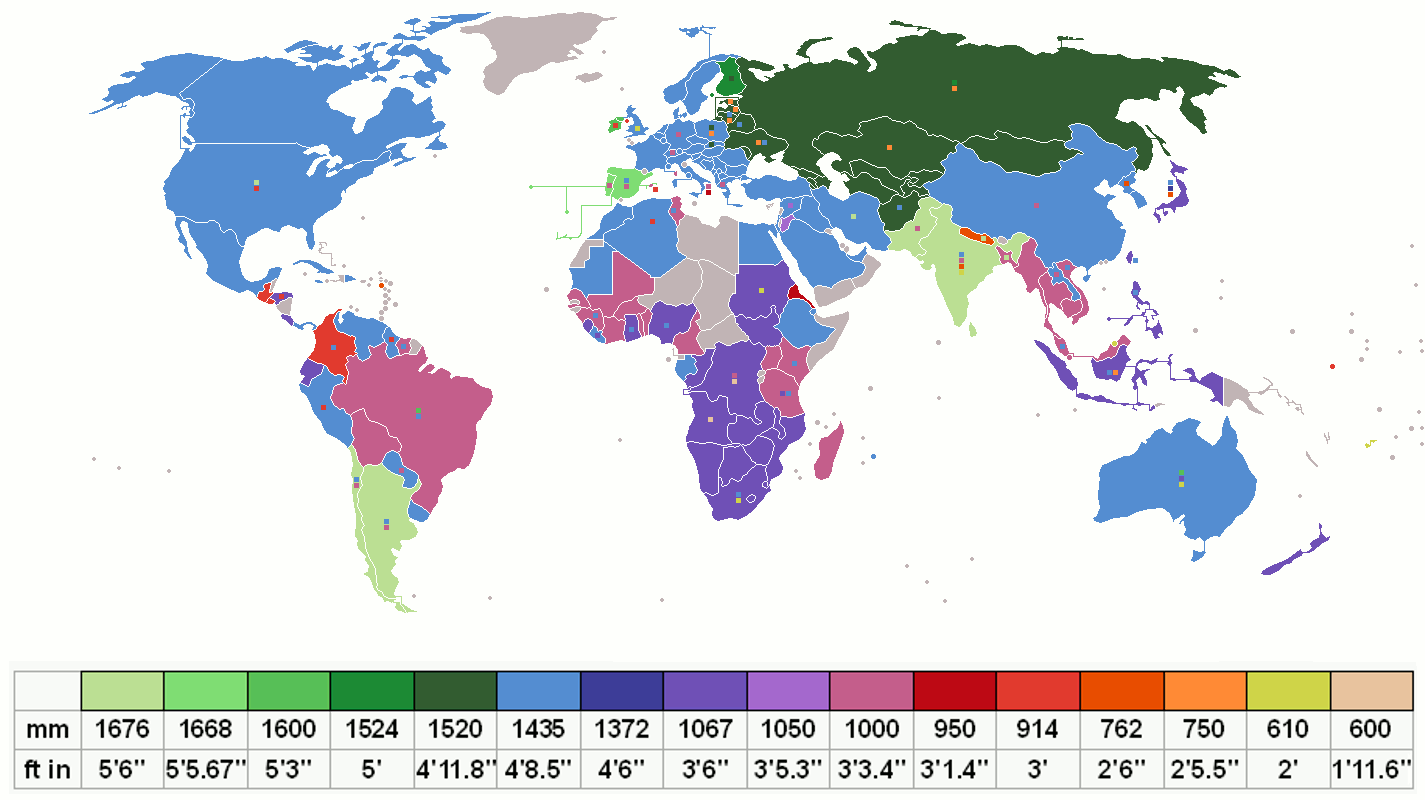
کشورهای جهان بر پایه اندازه ریل راه‌آهن

ریل (به انگلیسی: rail) فولاد نوردشده‌ای است که به شکل معین و به صورت دو رشتهٔ موازی روی ریل‌بندها نصب می‌شود. هدف از ساخت و نصب ریل‌ها معمولاً گذر واگن از روی آن‌هاست. برای تثبیت و تعادل ریل‌ها قطعات شکسته‌شدهٔ سنگ روی بستر راه‌آهن ریخته می‌شود. به این قطعه‌سنگ‌ها پارسنگ یا «بالاست» می‌گویند.

## نگارخانه

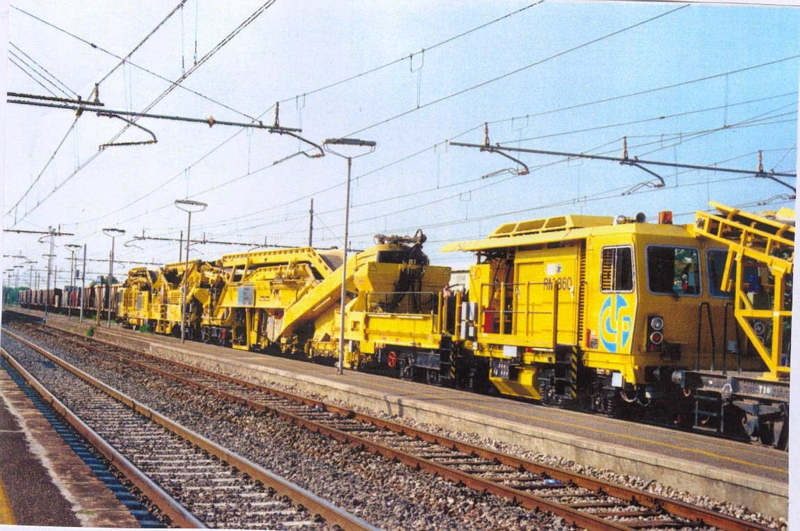
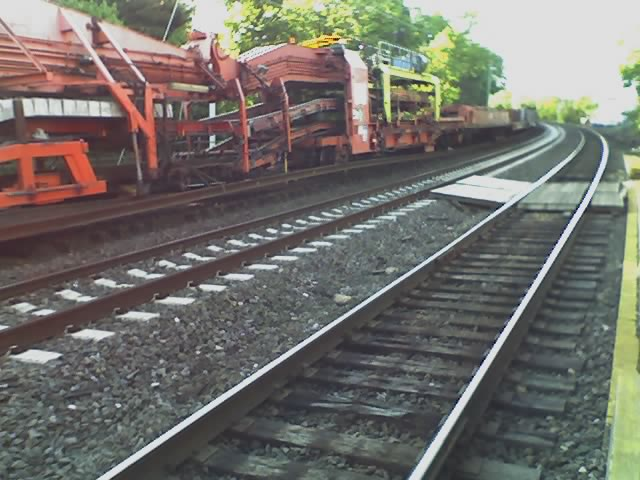
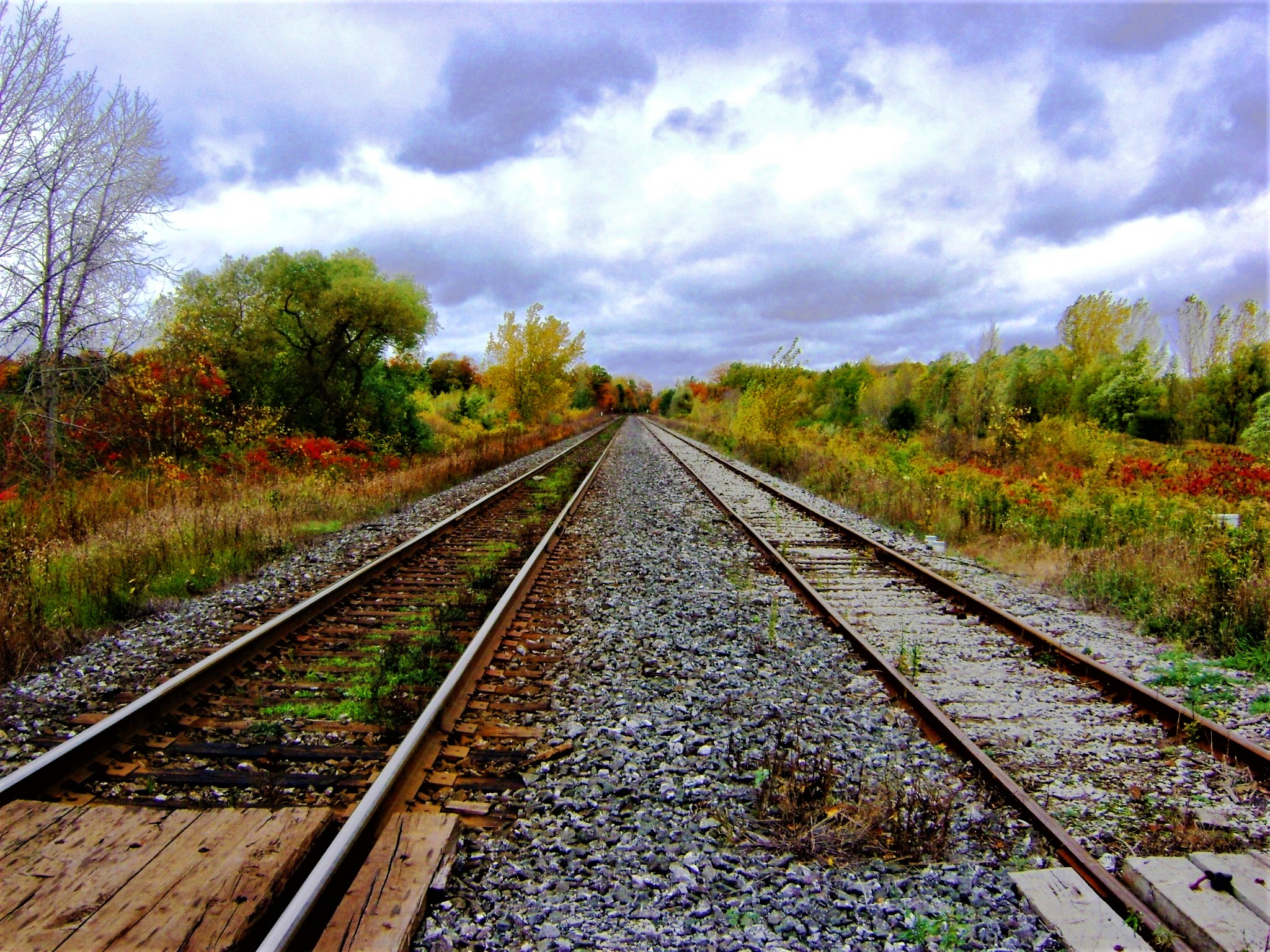